# Списък с книгите-игри от „Новата вълна“ (2011 - насетне)
Тази статия е „Списък с книгите-игри от „Новата вълна“ (2011 - насетне)“ в България. Новата вълна се отнася към условното разделение със „Старата вълна (1992 - 2006)“.

### 2011
- Котаракът и черния нарцис – 25.03.2011
- Асасините на Персия – 10.07.2011
- Влюбена в Париж – 2011 – издателство Гея-Либрис
- Целувки в час по всичко – 2011 – издателство Гея-Либрис

### 2012
- Патрул за Ада 2 в 1 – 6.06.2012, съдържа второ издание на Патрул за ада
- Редника от трета рота – (комикс игра) 20.09.2012
- Карибски вълни – 27.11.2012 – списание към knigi-igri.net бр. 1
- Призвание Герой 1 (съдържа: Зарево над Кордоба, Зомбокалипсис, Падението на Мрак) – 21.12.2012

### 2013
- Голямото приключение на малкото таласъмче – 22.04.2013 (приказка-игра)
- Мутирала плът – 28.06.2013
- Пътя на тигъра – Отмъстител – 13.09.2013 г. – английска 1987, първо издание
- Карибски вълни: Съкровището на Вълчицата – 20.09.2013 г. – списание към knigi-igri.net бр. 2
- Призвание Герой 2 (Да намериш Дракон, Прах и сол, Отново Заедно) – 20.09.2013
- Калоян и златния печат – 21.09.2013 г.
- Невероятните приключения на Дядо Мраз/Коледа – 28.11.2013 г. – списание към knigi-igri.net бр. 3
- Щури свалки, як купон – 2013 – издателство Гея-Либрис

### 2014
- Съновидение – 28.03.2014 (14.04.2014 – официална дата) – френска 2010, първо издание, издателство СКИ
- Кръвта на зомбитата – 14.04.2014 (английска 2012, първо издание), издателство СКИ
- Още по-голямото приключение на малкото таласъмче – 14.05.2014
- Книги-игри Класика (съдържа: Ледената цитадела, Пътуващия цирк) – 05.2014 – „издателство“ ИК Книги-игри
- Самсон – 28.06.2014 г. – издател „Конкурс Таласъмия“
- Тихото училище – 12.2014 – руска 2012, първо издание, издателство СКИ
- Призвание Герой 3 (Щурмберг, Поробената принцеса, Кладенецът) – 12.2014, издателство СКИ

### 2015
- Финалът – 22.05.2015 г.
- Българ – 23.05.2015 г. – издателство Сиела
- Книги-игри Класика 2 (Градска вещица, Ловец на таласъми) – 06.2015 – „издателство“ ИК Книги-игри
- Плюм, речното духче – 06.2015 – „издателство“ ИК Книги-игри (приказка-игра)
- Седемте живота на Мая – 03.11.2015, издателство СКИ
- Герои – 02.12.2015 – френска 2014, първо издание, издателство СКИ
- Списание за книги-игри бр. 5 (съдържа: Червен свят, Битката преди Коледа) – 07.12.2015 г.
- Призвание Герой 4 (Убежището, Вълча дупка, Зъби) – 07.12.2015, издателство СКИ
- Българ 2: Лабиринта на времето – 09.12.2015 г. – издателство Сиела
- Ной – 12.2015 – Конкурс Таласъмия
- Коледни недоразумения – 30.12.2015 г. – издателство Прес

### 2016
- Списание за книги-игри бр. 6 (Чиракът на алхимика, Люлката) – 03.2016 г.
- Хиперкосмос: Генезис – 16.05.2016 – руска 2014, първо издание, издателство СКИ
- Сред обръч от пясък и вода – 17.05.2016 – френска 2012, първо издание, издателство СКИ
- Котаракът и Абаносовия дракон – 17.05.2016, издателство СКИ
- Добросъците – 17.05.2016, издателство СКИ
- Българ 3: Приключения в космоса – ?06.2016 г. – издателство Сиела
- Списание за книги-игри бр. 7 (Жертвоприношението, Сгнарк намръщения и камите на дракона, Отмъщението) – 01.12.2016 г.
- Не поглеждай назад – 07.12.2016 – испанска 2015, първо издание, издателство СКИ
- Призвание Герой 5 (Хотелът, Петия принц, Хуаранг и кумиху) – 16.12.2016, издателство СКИ

### 2017
- Хиперкосмос 2: Катрзис – 19.05.2017 – руска 2015, първо издание, издателство СКИ
- Списание за книги-игри бр. 8 (Изкуплението, Мис Ефект, Денят на един орк и ден на дисонанс) – 23.05.2017 г.
- Slang 2: Паднали ангели – 04.12.2017 – испанска 2016, първо издание, издателство СКИ
- Призвание Герой 6 (Рандеву, Зъби: Палатът на чудесата, Онази зимна нощ) – 04.12.2017, издателство СКИ
- Списание за книги-игри бр. 9 (Западен здрач, Ловци на кости, Приливи на хром, Сгреши пътя, обърни!, Приключения в Балара – Керсус, Марс 2012) – 14.12.2017 г.
- Сонора – 14.12.2017 – второ издание, „издателство“ ИК Книги-игри

### 2018
- Приказка от два свята – 09.05.2018 – първо издание, издателство СКИ
- Проблясък – 15.05.2018 – руска 2017, първо издание, издателство СКИ
- Списание за книги-игри бр. 10 (Случаят със сър Артър, Разплата, SLANG: Убиец, Извън времето, Заветът на Зендари, Зората на Мрачните Лордове и Пътят на Пъдпъдъка) – 21.05.2018 г.
- Уимбълдън – 02.07.2018 – американска/българска, Самиздат
- Самотния вълк 5 „Сянка върху пясъка“ – 10.10.2018 – английска, първо издание, Организирано разпечатване
- Призвание Герой 7 („Пътят на Светлината“; „Пазители“; „Хуаранг и Кумихо: Обезчестения и Нечестивата“) – 07.12.2017, издателство СКИ
- Списание за книги-игри бр. 11 (В Гората на забравата; SLANG: „Обетованата земя“, „Заместникът“ и „Бягството“; „‘Нормален клуб“; „Зона 51“; „Симулатор на пенсионерка“; „Кървав лов“; „00:04:23“; „Фобия“) – 07.12.2017 г.

### 2019
- Проблясък – 14.05.2019 – френска 2014, първо издание, издателство СКИ
- Къща от ада[2] – 14.05.2019 г. – английска, първо издание
- Списание за книги-игри бр. 12 („Злодеянията на г-н Щастие“; SLANG: „Сладката целувка на отмъщението“; „Етер“; „След като флагът падна“; „Каменната кула“; „Крехка красота“) – 29.05.19 г. – списание към www.knigi-igri.bg
- От света на Самотния вълк - Магьосника Сива звезда – 20.06.2019 – английска, първо издание, Организирано разпечатване
- Дон Мон – 24.07.2019 – издателство Сиела
- Пътят на Тигъра 7 „ИЗКУПИТЕЛ“ – 16.09.2019 – английска, първо издание, Организирано разпечатване
- Ринглас и боговете близнаци – 12.11.2019 – първо издание, издателство Горната земя
- Класна стая – 04.12.2019 – първо издание, издателство Bookmart
- Призвание Герой 8 („Капан от сънища“; „Борбата за елита“; „Сектор 49“) – 10.12.2019, издателство СКИ
- Списание за книги-игри бр. 13 („Набегът над шато Фекенщайн“, „Край с автограф“, „Звездно сърце“, „Тесеракт“, „Окото на бездната“, „Последната Битка на Уолтър Корс“, „Шепа прах“ и „Хижата“) – 10.12.2019 г. – списание към www.knigi-igri.bg
- Петият принц:Разрушител – 12.12.2019 г. – първо издание, издателство Изток-Запад (издателство)
- Играчи – 2019 – първо издание – изд. Кубар (Егмонт България)[3]

### 2020
- Приключение с Дракон – 03.2020 г. – френска, първо издание, издателство Тейбълтоп
- Нощна смяна – 05.06.2020 г. – английска, първо издание, издателство СКИ
- Т.О.Р.Н.А.Д.О. 6 – 06.2020 г. – форумна инициатива
- Тервел. Роденият да побеждава – 13.07.2020 г. – първо издание, издателство Българска истроия
- Асверг. Из хрониките на хан Крум – 13.07.2020 г. – първо издание, издателство Артхолик
- Пътят на Пъдпъдъка – 21.09.2020 – немска, първо издание, форумна инициатива
- Списание за книги-игри бр. 14 („Фанфаре“, „Аленият крадец“, „Последно заплащане“, „Фюракс“, „Кой сте вие, господин Лъвкрафт“, „Частно разследване“, „Мачът с шампионите“ и „Островът на илюзиите“) – 06.11.2020 г. – списание към www.knigi-igri.bg
- Невероятните приключения на Кечи и Българ – 07.12.2020 – първо издание, Самиздат
- Тайната на алрисите – 15.12.2020 – френска 2014, първо издание, издателство СКИ
- Списание за книги-игри бр. 15 („Мостът на Лагран“, „Параноя“, „Развилняване!“, „Бърза схватка“ и „Съдия Дред в Къща на смъртта“) – 18.12.2020 г. – списание към www.knigi-igri.bg
- Призвание Герой 9 („Шимбанг: Мрачна вода“; „Къща за гости“; „Сектор 49: Лабораториите“) – 22.12.2020, издателство СКИ
- Класна стая – 2020 – второ издание, издателство Bookmart

### 2021
- Пристанището на Гибелта – 15.01.2021 г. – английска 2017, първо издание – издателство Гени-Джи
- Ти си Дедпул – 12.03.2021 г. – английска комикс-игра – издателство Артлайн Студиос
- Петият принц: Откривател – 25.03.2021 г. – издателство „Университет на пътешествията“
- Самотния вълк 6 - Царствата на терора – 16.04.2021 – английска, първо издание, Организирано разпечатване
- Дяволският остров – 03.06.2021 – английска – списание към www.knigi-igri.bg
- Приключение в планината – 01.11.2021 – английска 2021 – първо издание – издателство Фют
- Запад – 01.12.2021 – издателство СКИ
- Мостът на Лагран (Приключения в Балара) – 01.12.2021 – самиздат
- Бягство от Плаград (Приключения в Балара 2) – 01.12.2021 – самиздат
- Дугулите и вълшебното листо – 04.12.2021 – приказка-игра, издателство Геймтейл
- Призвание герой 10 („За честта на Зур“, „Ивановден“ и „Последното пътуване“) – 06.12.2021 – издателство СКИ
- Котарака и Черният Нарцис – 2021, българска, второ издание, Сдружение Книги-игри
- P(L)AY THE GAME: Залози с живота - 2021, българска - сдружение Идилиум по проект към ММС

### 2022
- Пеледгатол - последната крепост – 08.02.2022 – английска – списание за книги-игри представя
- Замъкът на таласъмите – 02.2022 г. – българска, трето издание, Симолини
- Забраненият град (Сива звезда 2) – 29.03.2022 – английска, първо издание, Организирано разпечатване
- Елегия от сълзи (Приключения в Балара 4) – 05.04.2022 – самиздат
- Асасините от Алансия – 10.04.2022 – Гени Джи
- Списание за книги-игри бр. 16 („Сгнарк намръщения: Драконова паст“,"Отмъщението на мъртвеца","New Noir Investigation","Мисия до Урпан" и „Полукс и Милостивите“) – 01.06.2022 г. – списание към www.knigi-igri.bg
- Отвъд Кошмарната порта (Сива звезда 3) – 27.06.2022 – английска, първо издание, Организирано разпечатване
- Ивайло - добрият цар – 23.08.2022 – първо издание, издателство Българска истроия
- Планетата на паяците – 28.10.2022 – австралийска – списание за книги-игри представя
- Дъга - сегмент „Разни фантасмагории“ – 06.12.2022 – изд. Потайниче
- Сенки във Фечис пойнт – 07.12.2022 г. – английска, първо издание, издателство СКИ
- Агамор - Списание за книги-игри бр. 17 („Сезон на тайни“, „Миранда“, „Мелинда: първи пламъци“, „Космически изроди“ и „Колекционера“) – 10.12.2022 – списание към www.knigi-igri.bg.
- Къща от Ада – 15.12.2022 г. – английска, второ издание, издателство Гени Джи (самостоятелна книга, първо разширено издание)

### 2023
- Най-най-голямото приключение на малкото таласъмче – 18.04.2023 – приказка-игра, издателство Геймтейл
- Алиса в страната на кошмарите – 30.04.2023 – Гени Джи
- Войната на маговете (Сива звезда 4) – 25.05.2023 – английска, първо издание, Организирано разпечатване
- Море на лудостта (Море на лудостта; Море от пясък) – 23.06.2023 – английска – списание Агамор представя
- Списание за книги-игри бр. Х (Карибски вълни, Карибски вълни: Съкровището на Вълчицта, Невероятните приключения на Дядо Мраз/Коледа, Мутирала плът (втори издания), Финалът (трето издание)) – 01.09.2023 г. – списание към www.knigi-igri.bg
- Лък и стрела (Приключения в Балара 5) – 11.10.2023 – самиздат
- Вятър в сенките (Приключения в Балара 6) – 11.10.2023 – самиздат
- Приключение в джунглата – 19.10.2023 – английска 2021 – първо издание – издателство Фют
- Разреши мистерията: Машина за чудовища – 28.11.2023 – английска 2021 – първо издание – Асеневци трейд
- Агамор 2 - Списание за книги-игри бр. 18 („Кинцуги“, „Мелинда 2: Измяната“, „Черна смърт и венец от зюмбюли“, „Градчето“, „Преди изгрев слънце“ и „Нощта на демона“) – 06.12.2024 г.

### 2024
- Силата на избора: Един съботен ден – 17.01.2024 – детска, издателство Мама Знае
- Каджанга / Звезден легионер – 31.01.2024, втори сборни издания, ИК Протон и Fiction Fabric
- Приключение в ЦЕРН - 22.02.2024 – детска, издателство Фют
- Разреши мистерията: Крадец на време – 20.03.2024 – английска 2022 – първо издание – Асеневци трейд
- Самотния вълк 7 - Замъкът на смъртта – 28.03.2024 – английска, първо издание, Организирано разпечатване
- Конникът на Апокалипсиса / Сянката на Сатаната – 01.04.2024, втори сборни издания, ИК Протон и Fiction Fabric
- Психо буря – 24.04.2024 – американска 2022, първо издание – списание Агамор представя
- Фенъл Брокула и тайната на сатъра – 26.04.2024 – Гейм Тейл
- Мемоарите на една легенда – 10.05.2024 – издател Деян Вачков
- Съновидение – 13.05.2024 – френска 2012, второ допълнено разширено издание, издателство СКИ
- Неразказани легенди („Огнена пустаня 2“, „Ангелите на Нео Токио“ и „Проклятието на върколака“) – 13.05.2024 – издателство СКИ
- Сърце от лед (НПКИ5) – 22.05.2024 – издателство Гени Джи
- Господарят на зверовете / Трите камъка на съдбата – 31.05.2024, втори сборни издания, ИК Протон и Fiction Fabric.
- Дяволският остров – ремастед – 22.07.2024 – английска второ издание – списание към www.knigi-igri.bg
- Кристал от бури – 30.08.2024 г. – английска 2022, първо издание – издателство Гени-Джи
- Разреши мистерията: Изчезналата магия – 02.09.2024 – английска 2022 – първо издание – Асеневци трейд
- Спасете Титаник / Операция звезден гост – 06.09.2024, втори сборни издания, ИК Протон и Fiction Fabric.
- Полетът на грифона / Да намериш Дракон – 06.09.2024, втори сборни издания, ИК Протон и Fiction Fabric.
- Самотния вълк 8 - Джунглата на ужасите – 21.10.2024 – английска, първо издание, Организирано разпечатване
- Приключение с пирати – 05.11.2024 – английска 2022 – първо издание – издателство Фют
- Дугулите и нашествието на бумбаците – 18.11.2024 – приказка-игра, издателство Геймтейл
- Академия за магия/Ударът на независимостта – 19.11.2024 – американска 2012, първо издание – списание Агамор представя
- Драконовият път: Долината на орките – 25.11.2024 – издател Деян Вачков
- Агамор 3 - Списание за книги-игри бр. 19 („Лора Фей: Първа мисия“, „Мечът на хармонията“, „Вечните бойни полета“, „За честта на Кендъл“ и „Нокс“) – 06.12.2023 г.
- Ловец на сенки – 11.12.2024 – английска 2021 – първо издание – Асеневци трейд
- Вечният войн – 12.12.2024 – издателство Симолини-94 за „издателство“ ИК Книги-игри

### 2025
- Землянинът - 30.11.2024 - Скрибенс-Медийна група
- Водопадът на Дъгата / В двата края на Дъгата – 01.05.2025, втори сборни издания, ИК Fiction Fabric.
- Мистерията Царичина – 01.05.2025, ИК Fiction Fabric.